# Spoorlijn Blomstermåla - Mönsterås
De spoorlijn Blomstermåla - Mönsterås (Zweeds: Järnvägslinjen Blomstermåla-Mönsterås) is een goederenspoorlijn in het zuiden van Zweden in de provincie Kalmar län. De lijn verbindt de plaatsen Blomstermåla en Mönsterås met elkaar.
De spoorlijn is 11 kilometer lang en werd in 1902 als smalspoor in gebruik genomen en in 1973 als normaalspoor.

## Afbeeldingen

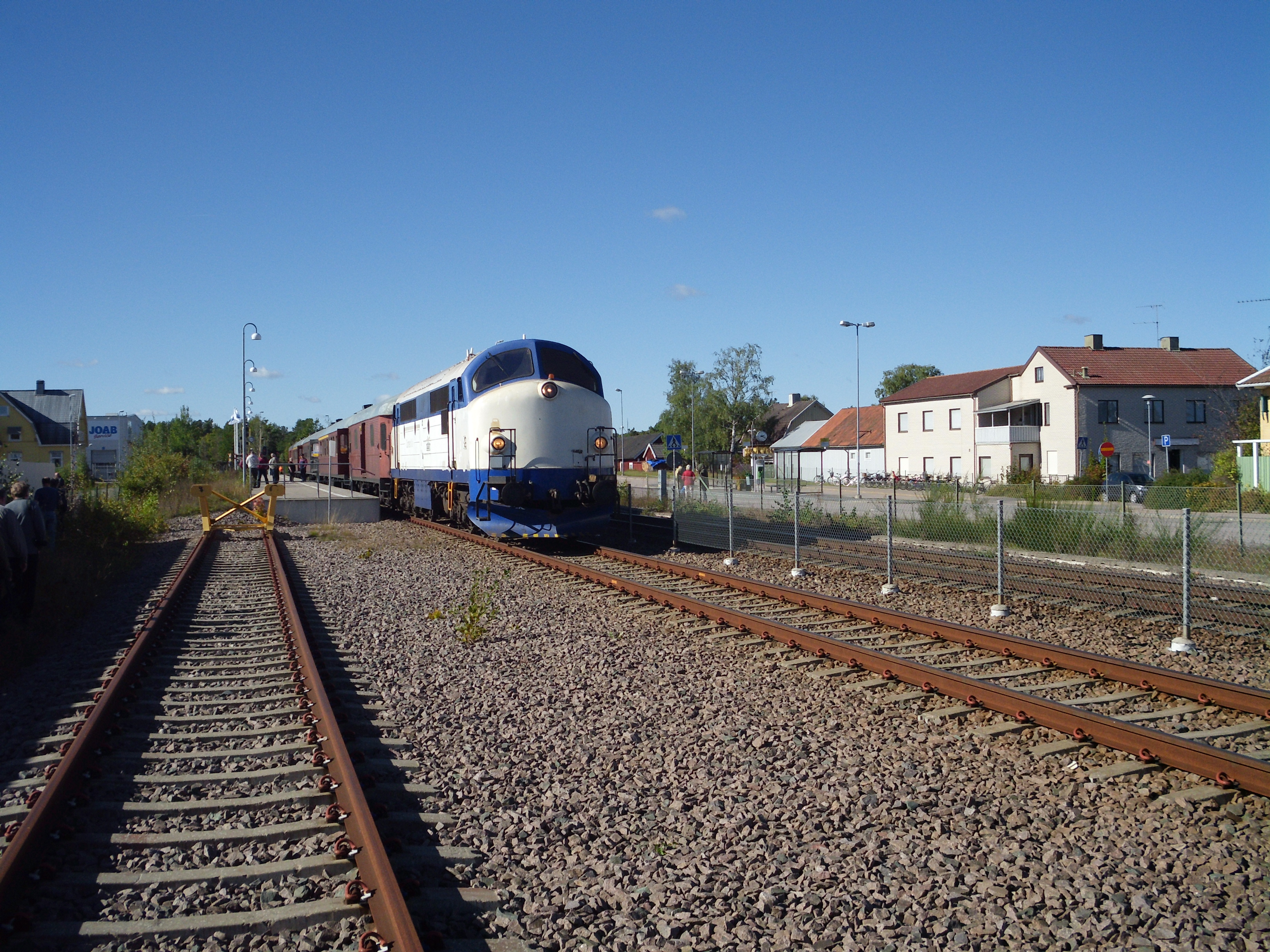
Station Blomstermåla
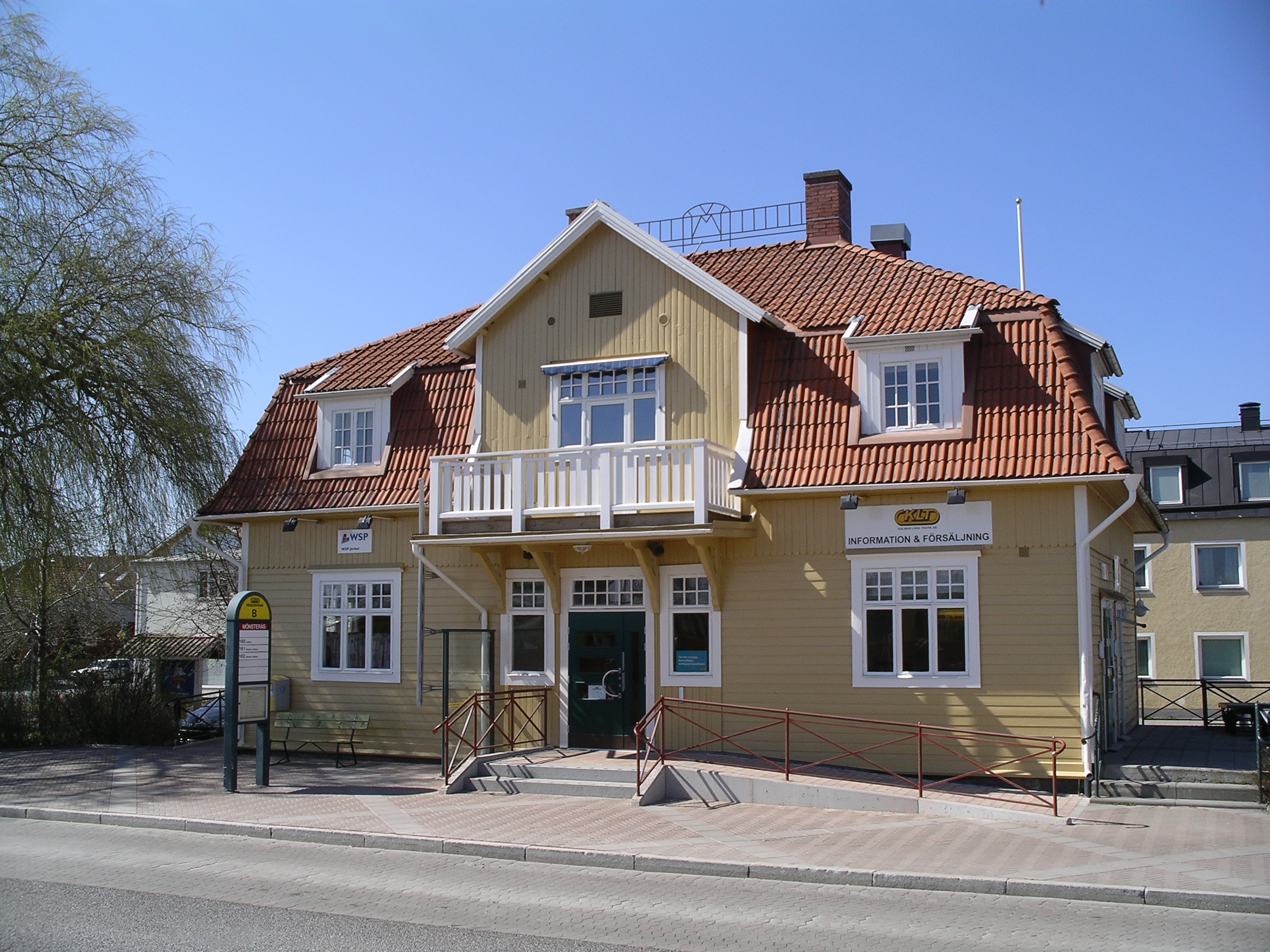
Station Mönsterås